# Mayenne (Mayenne)
 Mayenne  es una población y comuna francesa, en la región de Países del Loira, departamento de Mayenne, en el distrito de Mayenne y cantón de Mayenne-Est y cantón de Mayenne-Ouest.

## Personalidades célebres
- Jacques Barbeu du Bourg, botánico y traductor
- Guy Chantepleure, escritora
- Elias Magloire Durand, farmacéutico y briólogo
- Jean-François Rivière, futbolista

## Demografía
| 8 288                     | 7 352 | 9 095 | 9 556 | 9 797 | 9 782 | 9 225 | 9 720 | 9 933 | 10 130 | 10 370 | 10 894 | 10 127 | 10 098 | 11 188 | 11 106 | 10 428 | 10 299 | 10 125 | 10 020 | 9 961 | 9 271 | 8 751 | 8 238 | 8 745 | 8 816 | 9 705 | 10 281 | 11 395 | 12 450 | 13 333 | 13 549 | 13 724 | 13 555 |
| (Fuente: INSEE y Cassini) |       |       |       |       |       |       |       |       |        |        |        |        |        |        |        |        |        |        |        |       |       |       |       |       |       |       |        |        |        |        |        |        |        |